# Sylosis
Sylosis — британская метал-группа из Рединга. На данный момент группа имеет шесть студийных альбомов: «Edge Of The Earth», «Conclusion Of An Age», «Monolith» «Dormant Heart», «Cycle of Suffering» и «A Sign Of Things To Come», а также два мини-альбома «The Supreme Oppressor», «Casting Shadows».

## История

### Основание иConclusion of an Age(2000—2009)
Группа была основана в 2000 году гитаристом Джошем Миддлтоном и бас-гитаристом Карлом Парнеллом, которые начали играть экстремальный метал с друзьями ещё в школе. В 2006 и 2008 Sylosis выпустили два мини-альбома Casting Shadows и The Supreme Oppressor в Великобритании под небольшим инди-лейблом In at the Deep End Records. В декабре 2007 года Sylosis подписала контракт с Nuclear Blast Records, и они выпустили их дебютный альбом в октябре 2008 года.
Джош отмечал по поводу стиля их первого альбома:

Наше звучание берёт начало из олдскульного американского треша. Мы не понижаем строй наших гитар, и мы не играем брейкдауны. Нам нравится совмещать множество различных текстур и стилей метал музыки. Мы хотим, чтобы все наши песни звучали по-настоящему эпично. Мы любим прогрессивное, брутальное и мелодичное звучание.
Оригинальный текст (англ.)The foundation of our sound is old school Bay Area thrash. We don't downtune and we don't play breakdowns. We do like to incorporate lots of different metal styles and textures into our music. We like make all of our songs really epic. We like progressive stuff, brutal stuff and melodic stuff.

После записи их дебютного студийного альбома, гитарист Гарнет Ахлувалиа был заменён бывшим гитаристом Viatrophy Алексом Бэйли, и уже в начале 2009 года группа отправилась в европейское турне вместе с такими группами, как The Black Dahlia Murder, Cephalic Carnage и Psycroptic.
Sylosis выступали на сцене Tuborg на Download Festival, проводимом в Castle Donington, а также на фестивале New England Metal and Hardcore Festival, и на сцене Bohemia на Sonisphere Festival. В октябре/ноябре 2009 был анонсирован тур по Великобритании, но он был отменён из-за приглашения группы на совместный тур с Dragonforce, проводимый в это же время в Великобритании.

### Edge Of The Earth,Monolithи автокатастрофа (2010—2013)
Sylosis заменяли Rise to Remain во время европейского тура As I Lay Dying в Великобритании в 2010 году. Так же в 2010 году группа приступила к записи их второго полноформатного альбома, названного Edge of the Earth, который был выпущен в марте 2011 года. Через год они записали свой третий студийный альбом под названием Monolith, совместно с Ромешем Догангода в Уэльсе на Monnow Valley Studio. Monolith был выпущен 5 октября 2012 года в Германии, 8 октября 2012 года в Великобритании и Европе, 9 октября 2012 года в США и 10 октября 2012 года в Японии на лейбле Nuclear Blast Records. С января 2013 года группа проводила тур по Великобритании, а также выступала на Soundwave Fesitval в Австралии. Sylosis так же проводили турне вместе с такими группами, как Hellyeah, In Flames и Lamb of God в конце 2012 года. В апреле и мае 2013 года, группа выступала в европейском турне вместе Killswitch Engage. Sylosis были анонсированы в качестве открывающей группы для тура Trivium и DevilDriver по Северной Америке, совместно с After the Burial. Тур был запланирован на октябрь и ноябрь.
25 сентября, участники Sylosis попали в автокатастрофу и из-за травм не смогли выступать в предстоящем туре.

### Dormant Heartи уход Роба Калларда (2014—2016)
После того, как участники группы оправились от травм, они присоединились к туру по Великобритании и Европе вместе с DevilDriver и Bleed from Within. В данном туре вместо Роба Калларда за Sylosis играл Али Ричардсон — барабанщик из Bleed from Within.
В конце сентября 2014 года было объявлено, что Роб Каллард уходит из группы и на его место был взят Али Ричардсон, с которым они играли в турне DevilDriver ранее.
В начале октября 2014 года Sylosis анонсировали детали их четвёртого студийного альбома Dormant Heart, который был выпущен 12 января 2015 года на лейбле Nuclear Blast Records.

## Состав
| Текущие участники - Джош Миддлтон — гитара (2000-present), вокал (2010-present) - Алекс Бэйли — ритм-гитара (2008-present) - Конор Маршалл — бас-гитара (2019-present) - Али Ричардсон — перкуссия (2014-present) | Бывшие участники - Глен Чемберлен — вокал (2000—2003) - Бэн Холльер — вокал (2003—2007) - Джейми Грэхам — вокал (2007—2010) - Гарнет Ахлувалиа — ритм-гитара (2000—2007) - Ричард Зананири — ритм-гитара (2005—2008) - Джей Коллиос-Терри — перкуссия (2000—2005) - Роб Каллард — перкуссия (2005—2006, 2007—2014) - Крис Стил — перкуссия (2006—2007) - Карл Парнелл — бас-гитара (2000—2019) | Live-участники - Брэндон Эллис — гитара (2011) - Гарнет Ахлувалиа — гитара (2012) |

## Дискография

### Студийные альбомы
- Conclusion of an Age (Nuclear Blast, 2008)
- Edge of the Earth (Nuclear Blast, 2011)
- Monolith (Nuclear Blast, 2012)
- Dormant Heart (Nuclear Blast, 2015)
- Cycle of Suffering (Nuclear Blast, 2020)
- A Sign of Things to Come (Nuclear Blast, 2023)

### Мини-альбомы
- Casting Shadows (In at the Deep End, 2006)
- The Supreme Oppressor (In At The Deep End, 2008)
- The Path (Nuclear Blast, 2024)

### Live-альбомы
- Sylosis Live At High Voltage (2011)
- Sylosis Live At: Lite Up Studios (2020)

### Синглы
- Slings and Arrows (Digital release, 2012)
- Different Masks on the Same Face (2016)
- Worship Decay (2020)
- Immovable Stone (2021)
- Heavy Is the Crown (2022)